# Challenger de Turín
EL ATP Challenger Torino es un torneo profesional de tenis. Pertenece al ATP Challenger Series. Se juega desde el año 2015 sobre pistas tierra batida, en Turin, Italia.

## Finales anteriores

### Individuales
| Año  | Campeón          | Finalista           | Resultado     |
| ---- | ---------------- | ------------------- | ------------- |
| 2015 | Marco Cecchinato | Kimmer Coppejans    | 6–2, 6–3      |
| 2016 | Gastão Elias     | Enrique López-Pérez | 3–6, 6–4, 6–2 |

### Dobles
| Año  | Campeones                       | Finalistas                      | Resultado             |
| ---- | ------------------------------- | ------------------------------- | --------------------- |
| 2015 | Wesley Koolhof Matwé Middelkoop | Dino Marcan Antonio Šančić      | 4–6, 6–3, [10–5]      |
| 2016 | Andrej Martin Hans Podlipnik    | Rameez Junaid Mateusz Kowalczyk | 4–6, 7–6 (3), [12–10] |